# Quentin Massys der Jüngere

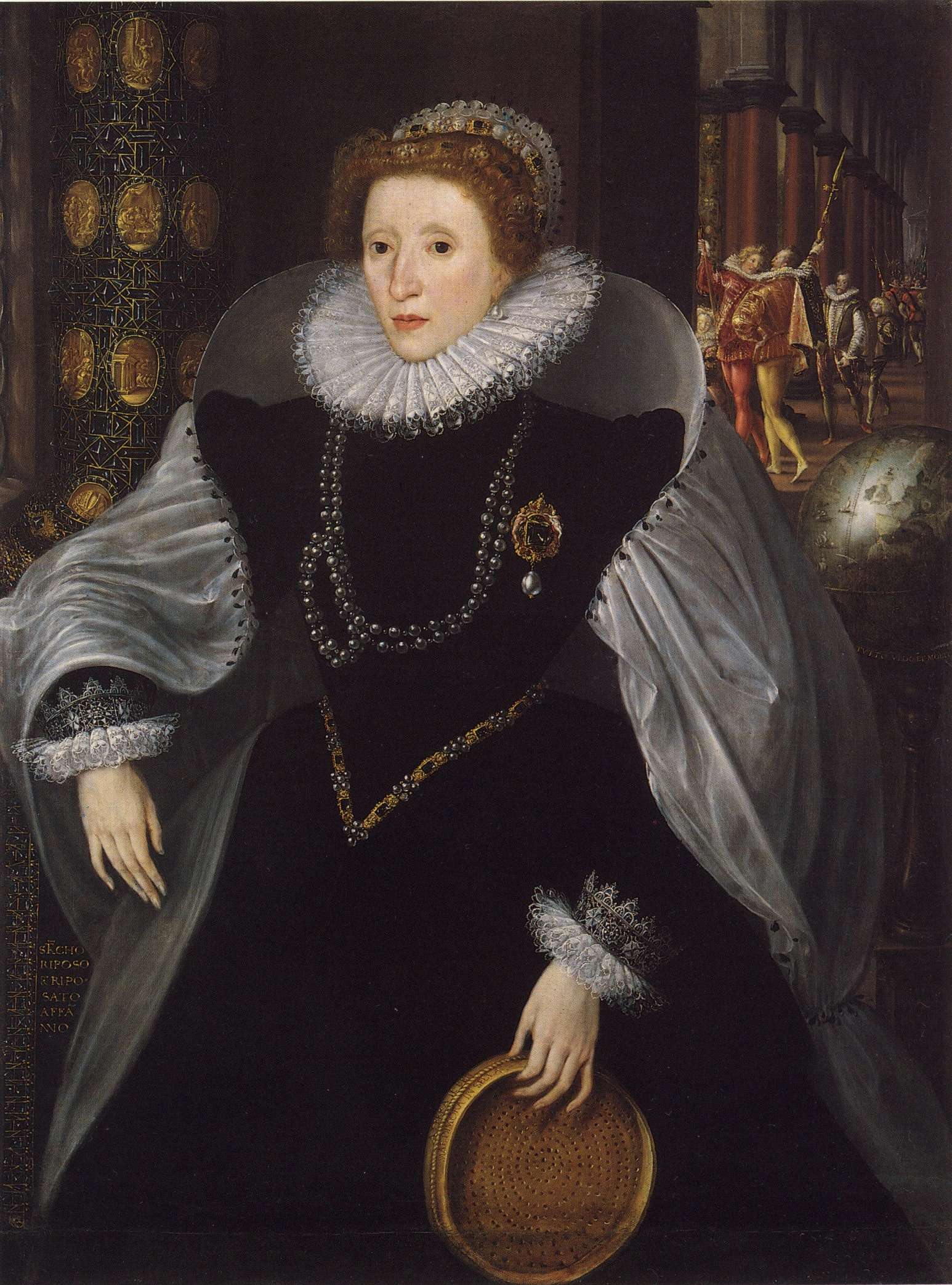
Porträts Elisabeths I. von Quentin Massys dem Jüngeren aus dem Jahre 1583

Quentin Massys der Jüngere (* 1543 in Antwerpen; † 1589 in Frankfurt am Main) war ein flämischer Renaissancemaler. 
Quentin Massys der Jüngere war der Sohn Jan Massys’, der sich selbst auch als Maler betätigte. Quentin Massys arbeitete nach seiner Immigration nach England am königlichen Hofe, wie viele andere seiner Landsleute, etwa Gerard Horenbout oder auch dessen Sohn. Unter der Herrschaft von Elisabeth I. war Massys in England tätig. 
Quentin Massys war der Großvater des Jüngeren.